# Ibrahim Aldatov
Ibrahim Erikovych Aldatov –en ucraniano, Ібрагім Ерікович Алдатов– (Beslán, 4 de noviembre de 1983) es un deportista ucraniano, de origen checheno, que compite en lucha libre. Ganó 5 medallas en el Campeonato Mundial de Lucha entre los años 2006 y 2013, y 3 medallas en el Campeonato Europeo de Lucha entre los años 2009 y 2016.
Participó en dos Juegos Olímpicos de Verano, ocupando el noveno lugar en Londres 2012 y el 14.º lugar en Pekín 2008.

## Palmarés internacional
| Campeonato Mundial | Campeonato Mundial  | Campeonato Mundial | Campeonato Mundial |
| Año                | Lugar               | Medalla            | Categoría          |
| ------------------ | ------------------- | ------------------ | ------------------ |
| 2006               | Cantón (China)      | Medalla de oro     | 74 kg              |
| 2007               | Bakú (Azerbaiyán)   | Medalla de plata   | 74 kg              |
| 2009               | Herning (Dinamarca) | Medalla de bronce  | 84 kg              |
| 2011               | Estambul (Turquía)  | Medalla de plata   | 84 kg              |
| 2013               | Budapest (Hungría)  | Medalla de oro     | 84 kg              |
| Campeonato Europeo |                     |                    |                    |
| Año                | Lugar               | Medalla            | Categoría          |
| 2009               | Vilna (Lituania)    | Medalla de plata   | 84 kg              |
| 2013               | Tiflis (Georgia)    | Medalla de bronce  | 84 kg              |
| 2016               | Riga (Letonia)      | Medalla de bronce  | 83 kg              |